# Miami Tower
La Miami Tower  es un rascacielos de oficinas de 47 plantas situado en el centro de Downtown Miami, Florida, Estados Unidos. Actualmente es el octavo edificio más alto de Miami y Florida. El 18 de abril de 2012, la Sección de Florida del AIA lo colocó en su lista de Arquitectura de Florida: 100 Años. 100 Lugares como Bank of America Tower.

## Historia
Construido para el CenTrust Savings & Loan en 1987, el edificio de 47 plantas es uno de los diez rascacielos más altos de Miami y Florida con una altura de 191 m y es conocida por sus elaboradas iluminaciones nocturnas y sus tres espectaculares niveles de vidrio. Diseñada por la firma arquitectónica Pei Cobb Freed & Partners, la torre se compone de dos estructuras separadas: un aparcamiento de coches de diez plantas propiedad de la ciudad y la torre de oficinas de 37 plantas construida por encima del aparcamiento. El planeamiento preliminar de la torre comenzó en febrero de 1980; la construcción del aparcamiento comenzó en noviembre. En febrero de 1983 se completó el aparcamiento y un año después comenzó la construcción de la torre. En agosto de 1984, mientras la torre estaba en construcción, se declaró un incendio de cinco alarmas en la planta novena; la construcción fue por tanto retrasada varias semanas. El 15 de diciembre de 1985 la torre se iluminó por primera vez de agua y copos de nieve de los Miami Dolphins.
A mediados de 1986 se completó el exterior de la torre y la gran apertura del complejo se fijó para principios de otoño del mismo año. Debido al asentamiento desigual de los cimientos de la torre en un lado por varias pulgadas, y el consiguiente desalineación de los carriles de ascensores de la torre, la apertura se retrasó a febrero de 1987. El complejo incluyó la única estación de metro elevada del mundo en un rascacielos (Knight Center). También ganó notoriedad por sus lujosos interiores, incluido un skylobby en la planta 11 cubierto con mármol y oro y una terraza exterior de 900 m². También su gimnasio interior contiene armarios de caoba. La torre está conectada al James L. Knight Center por una pasarela peatonal y en la primera parte hay una galería comercial cubierta con mármol verde. La torre contiene 108 000 m² con 46 700 m² de oficinas y un aparcamiento de 49 700 m² y 1500 plazas.
En la azotea del edificio se rodó del video de Gloria Estefan de "Turn The Beat Around" (1994). El edificio es también uno de los muchos que aparecen en el fondo en el escenario de The Tonight Show.
El 1 de enero de 2010 fue renombrado Miami Tower.

## Iluminación
Los tres niveles de la torre la permiten tener muchos esquemas de colores en homenaje a determinadas fiestas y temporadas. En 2012 se instaló un sistema led de 1,5 millones de dólares en la torre para permitir exhibiciones más elaboradas con una transición mucho más rápida. Debajo hay algunos ejemplos de los diferentes colores usados:

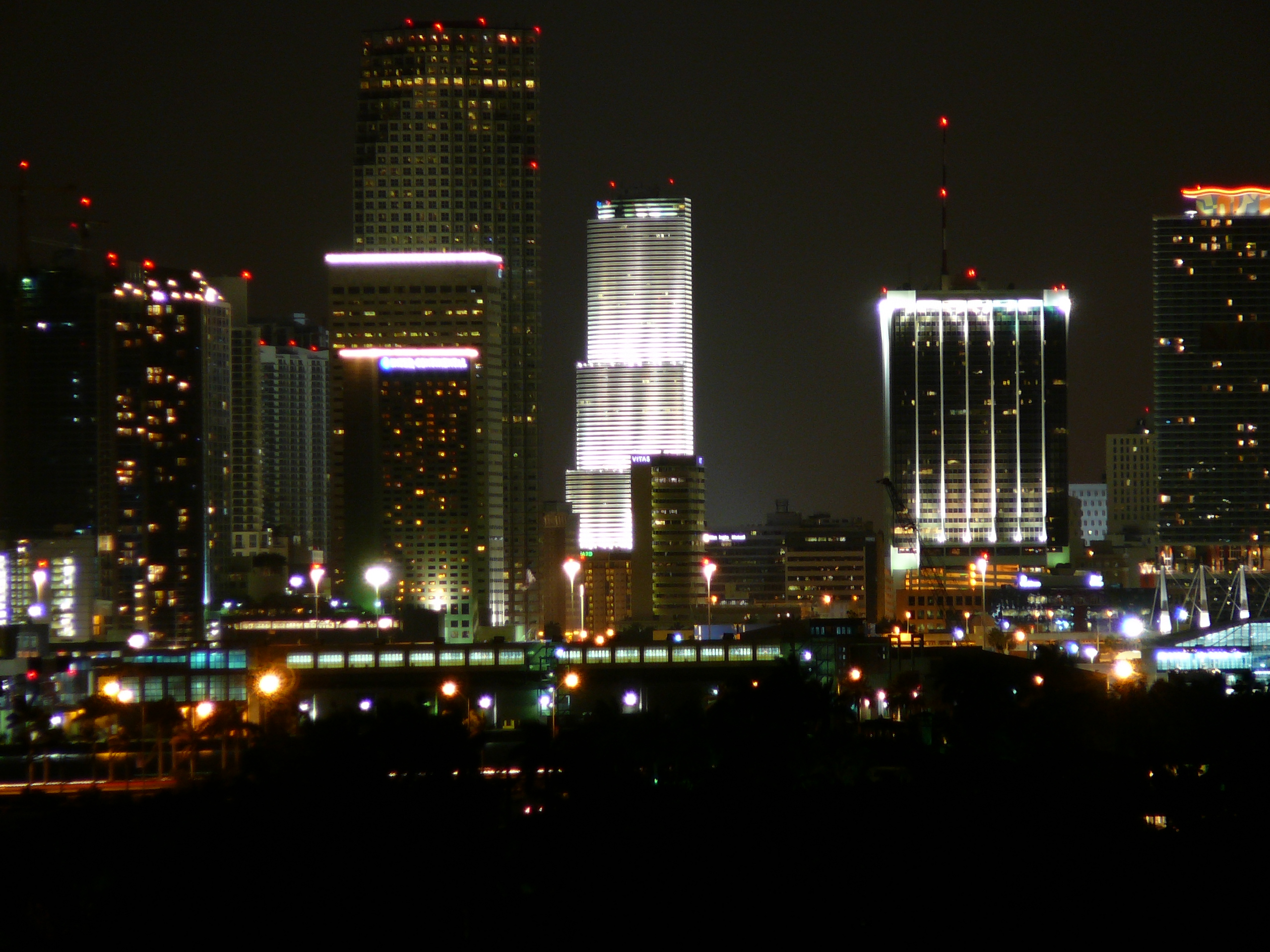
La torre se ilumina de blanco la mayoría de las noches
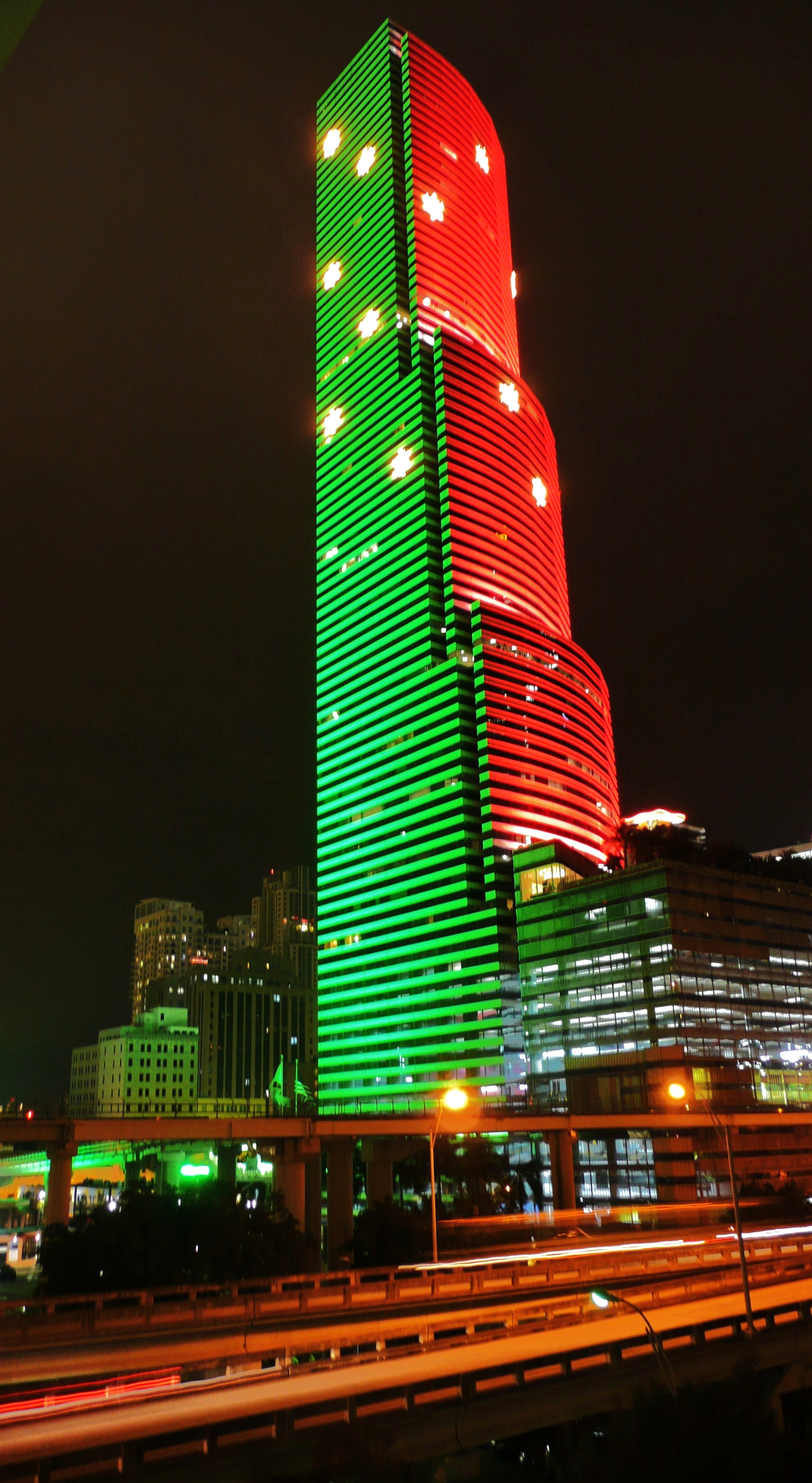
La torre iluminada en rojo y verde por la Navidad de 2010
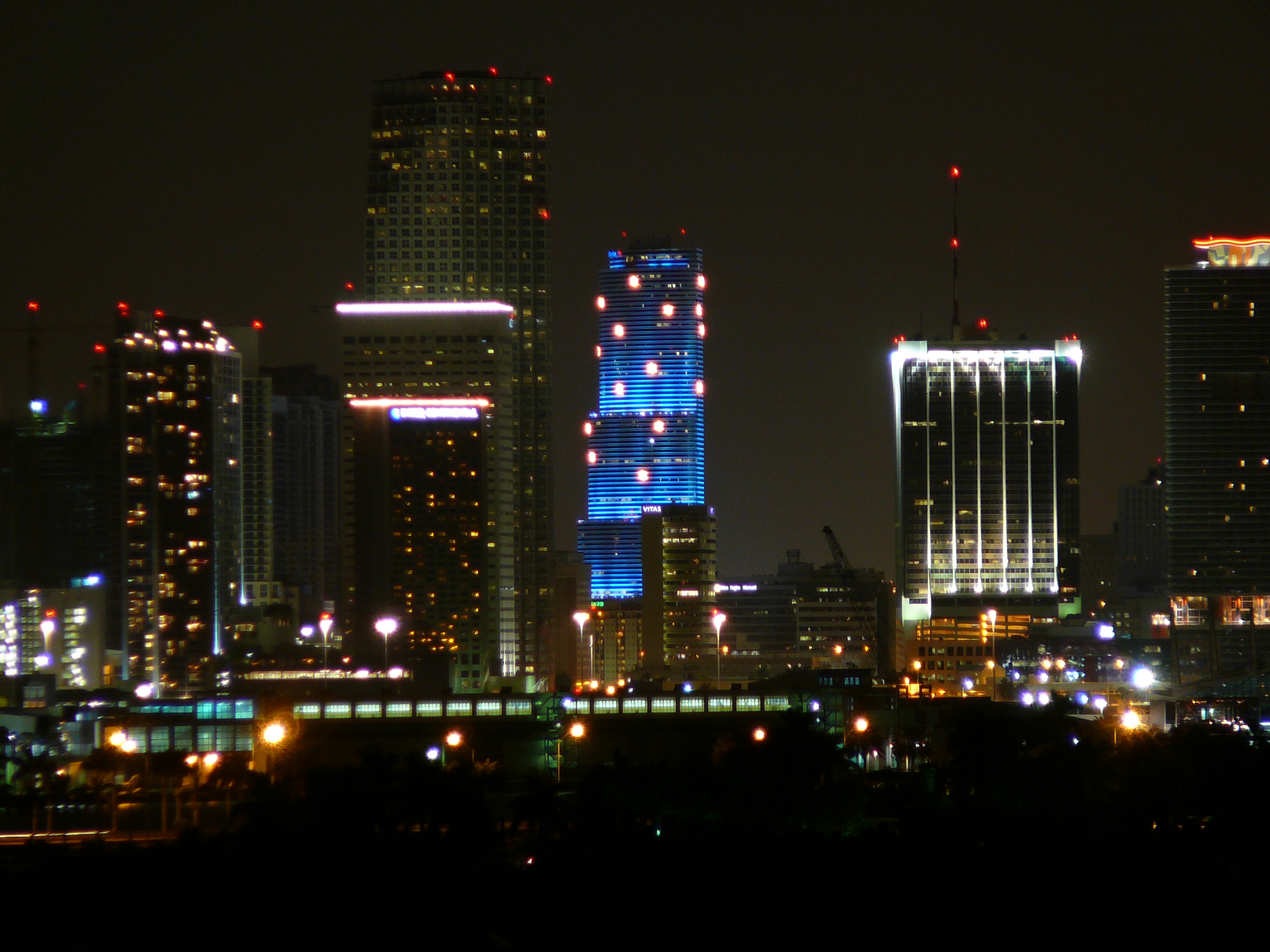
La torre iluminada azul y decorada con luces de copos de nieve por la Navidad de 2007
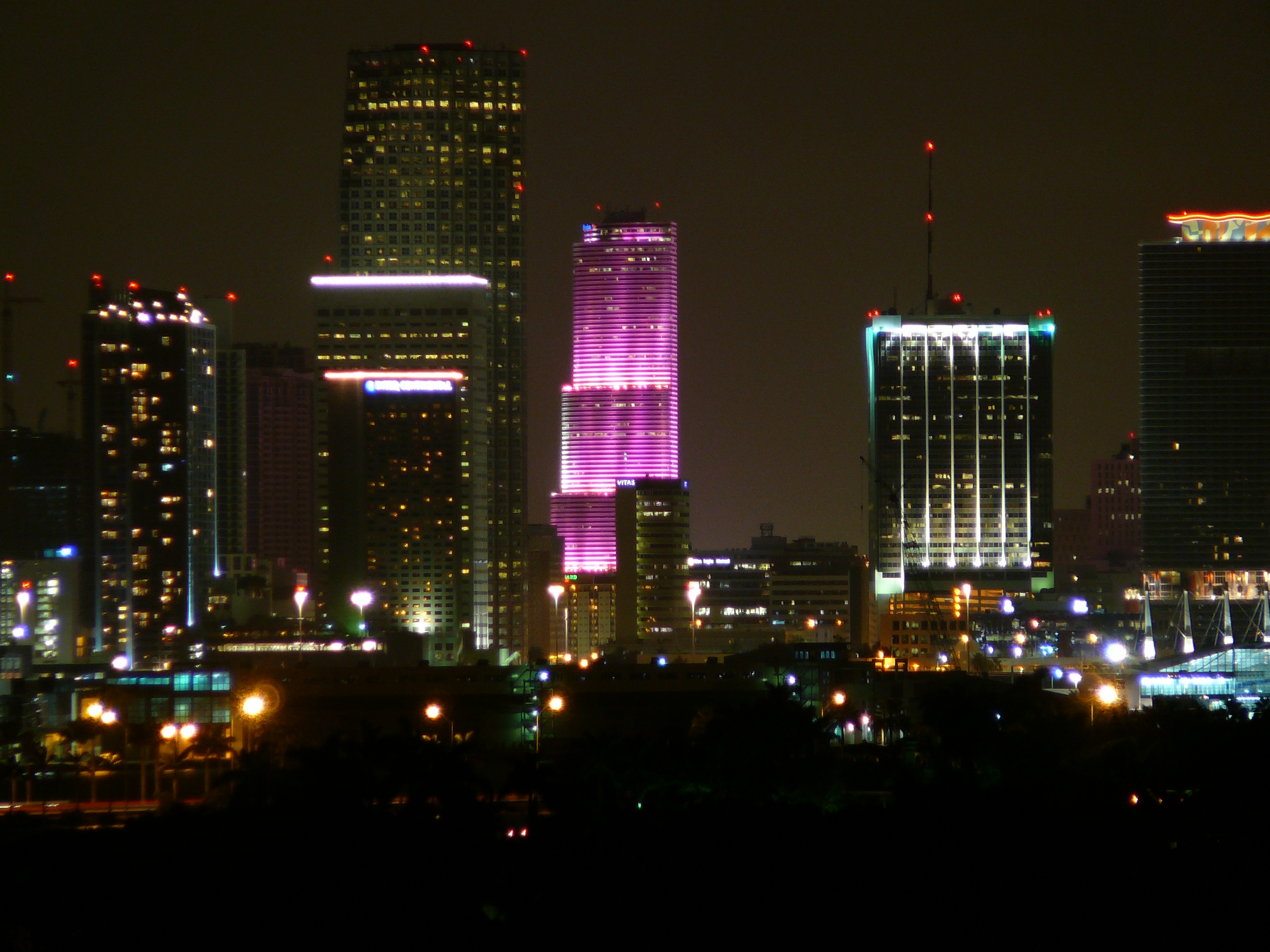
La torre iluminada de rosa por el Día de San Valentín
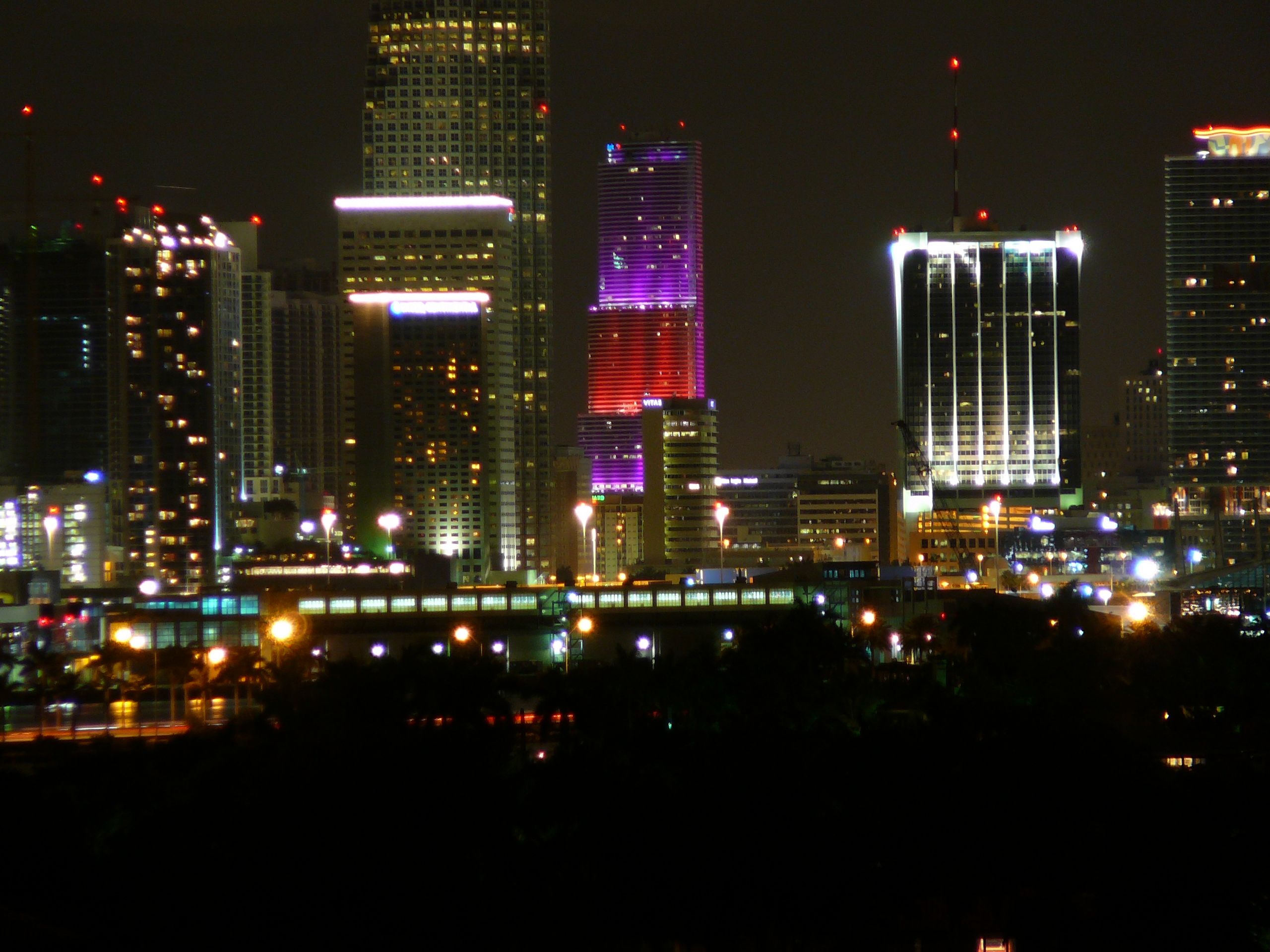
La torre iluminada de rojo y morado por el Día de San Valentín de 2008
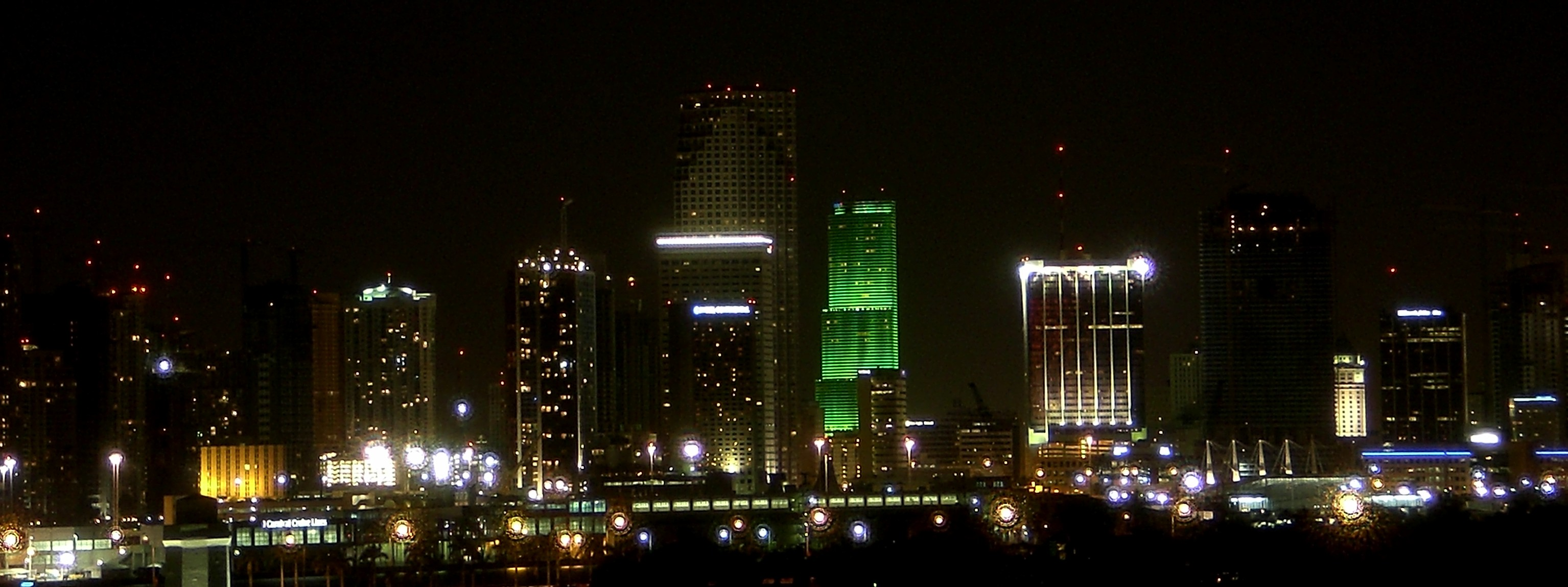
La torre iluminada en verde por el Día de San Patricio
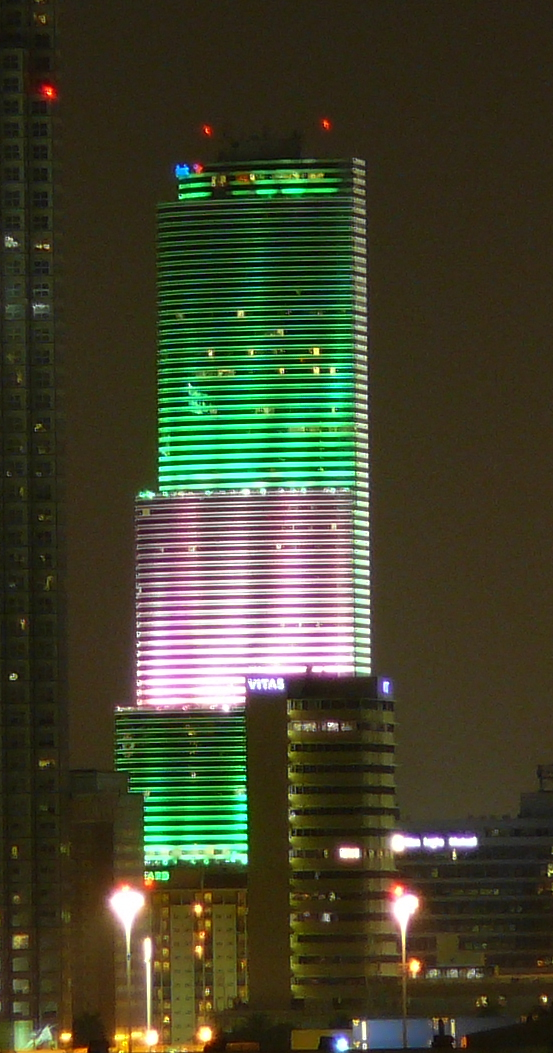
La torre iluminada en verde y rosa por Pascua
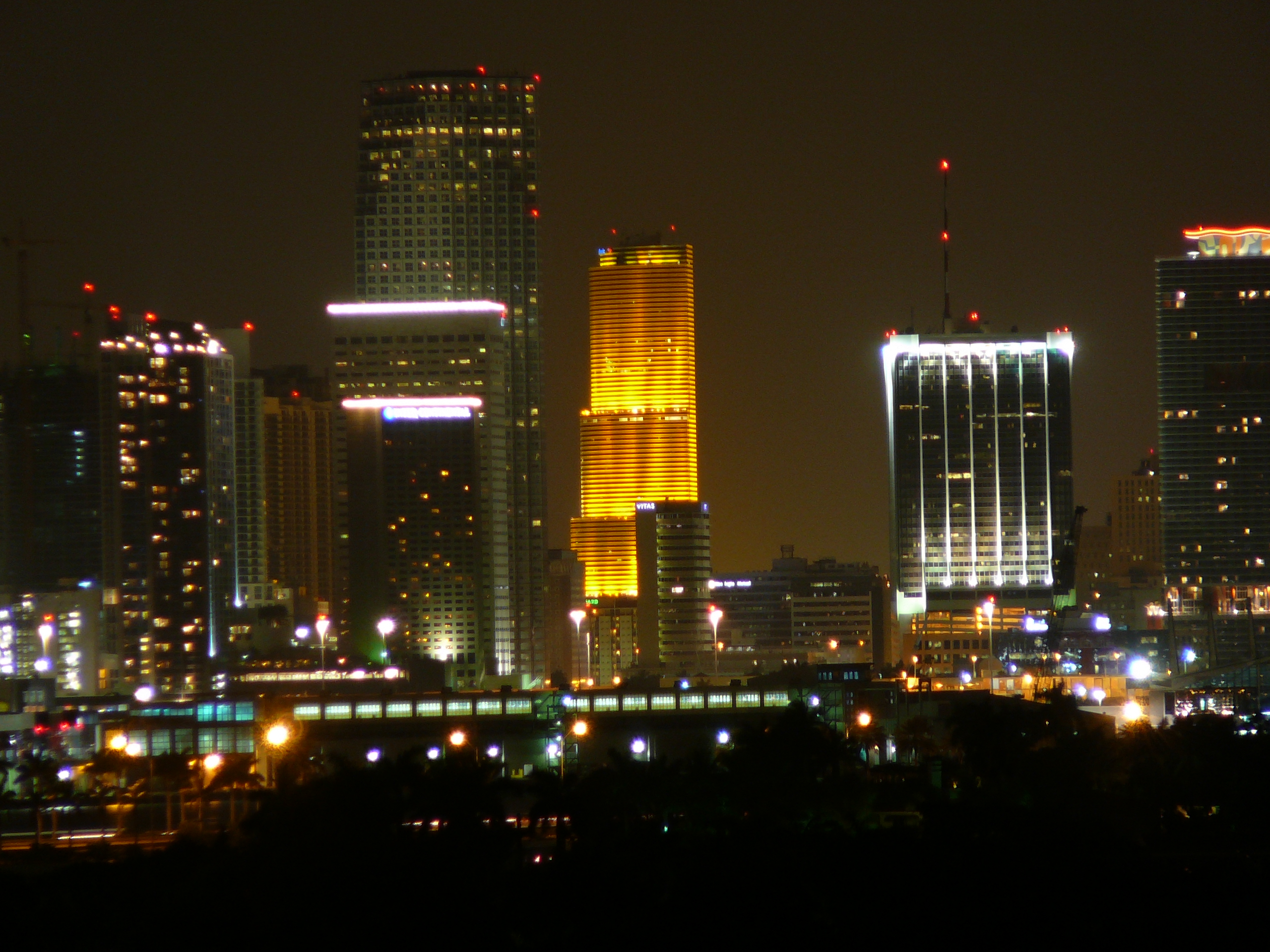
La torre se ilumina en amarillo varias noches al año
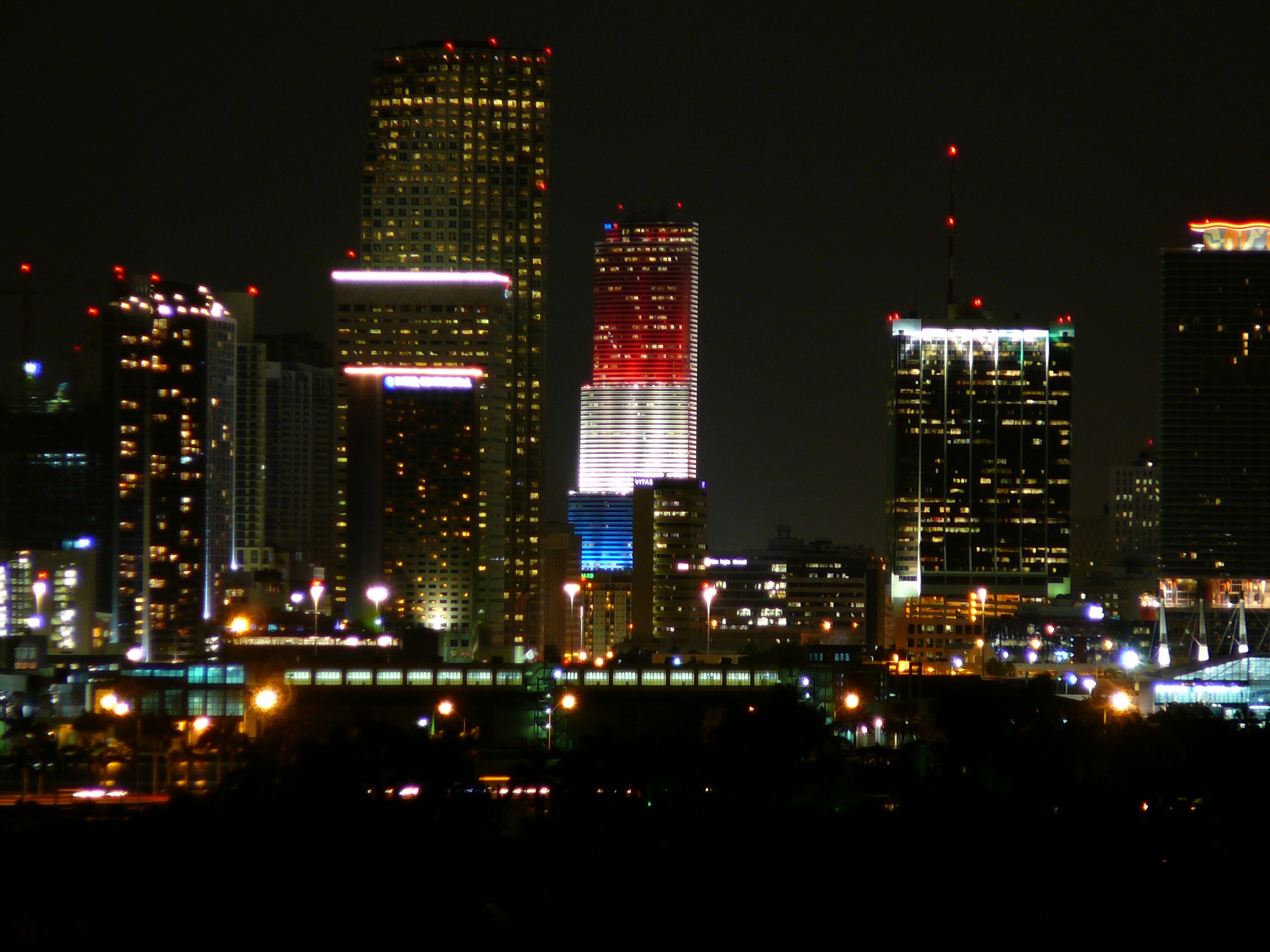
La torre iluminada como la bandera de los Estados Unidos por el Día de la Independencia, el Día del Presidente y el Día de los Veteranos
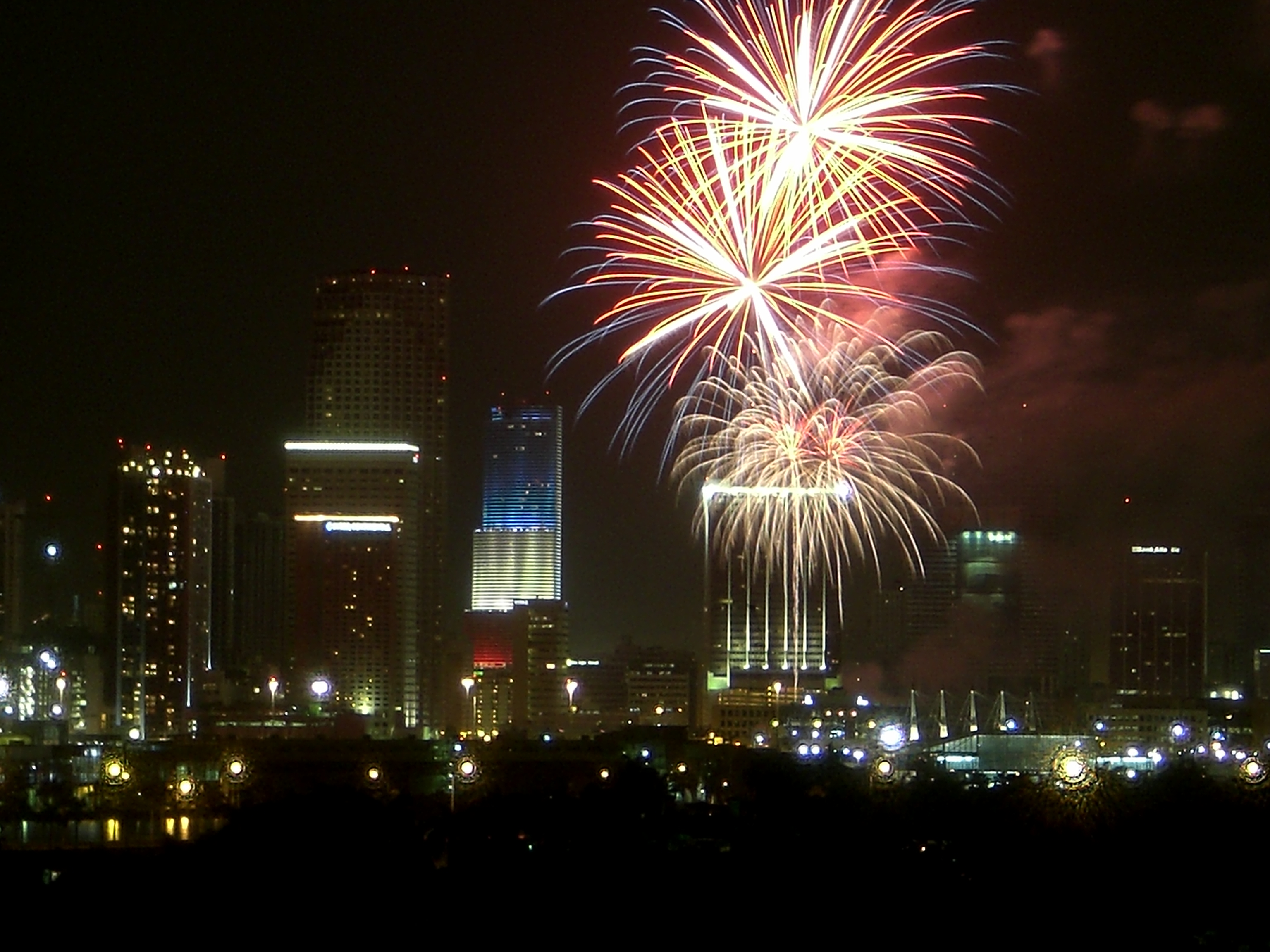
La torre iluminada como la bandera de Estados Unidos en el Día de la Independencia, con fuegos artificiales en primer plano
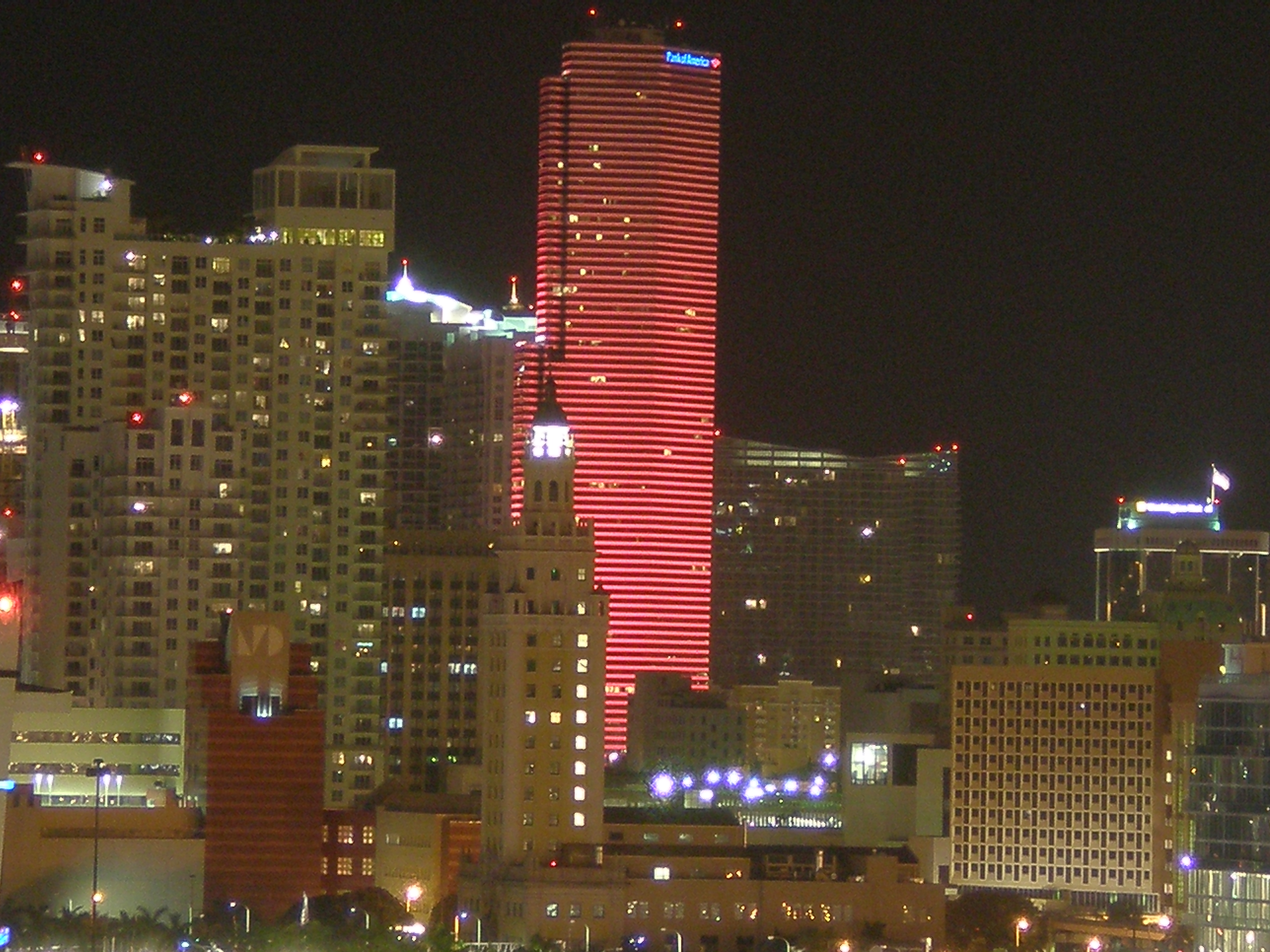
La torre iluminada de rojo por el Día Nacional de Recuerdo de las Víctimas de Asesinato (25/9/2008)
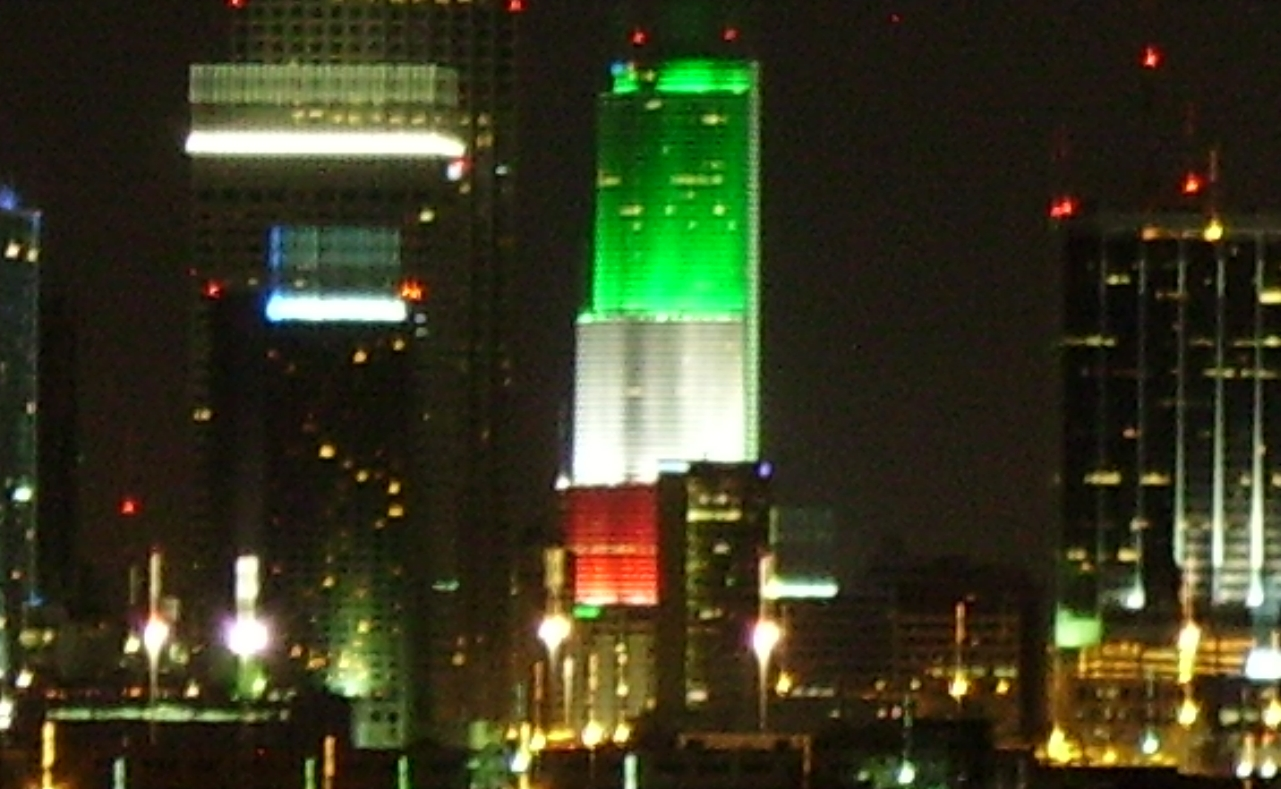
La torre iluminada como la bandera de Italia por el Día de la Raza
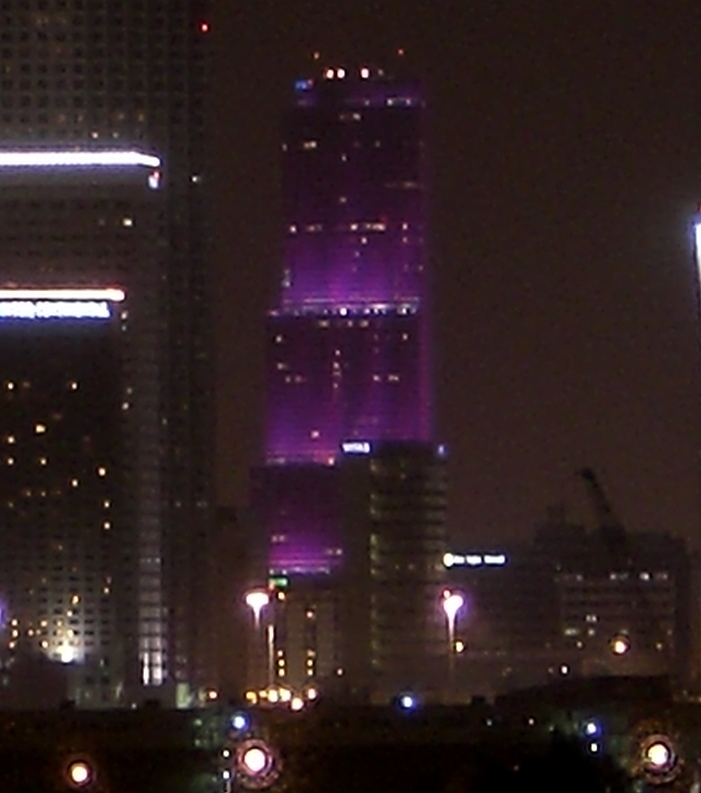
La torre iluminada de morado en Halloween
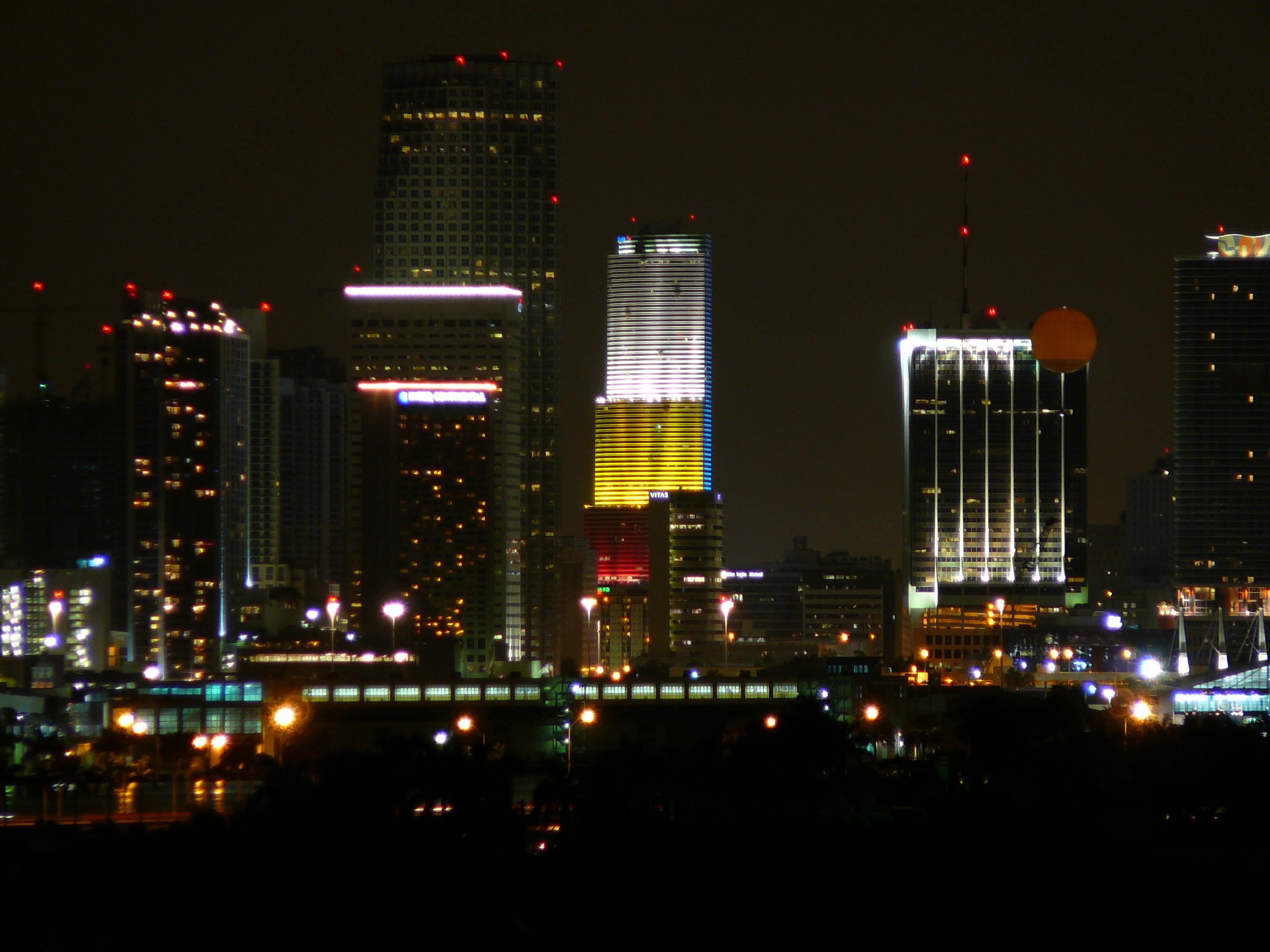
Iluminación en el día de acción de gracias

## En la cultura popular
Se hace referencia a la Miami Tower en varios videojuegos y programas de televisión. Apareció en la secuencia de apertura de la serie de televisión de los ochenta Miami Vice, incluso llamándose "'Miami Vice' Tower" cuando se vendió. También aparece en los videojuegos Grand Theft Auto: Vice City en downtown y en DRIV3R, donde su nombre está cambiado a "The Tower At International Place". El edificio aparece en la entrada y muchas escenas  de la exitosa telenovela Mexicana Morelia protagonizada por Alpha Acosta, Arturo Peniche y la ex-Miss Universo Chilena Cecilia Bolocco, [ La torre aparece repetidamente en muchas escenas por toda la película Miami Vice, así como en la serie de televisión Miami Vice y en una escena de la versión de 2006 de Casino Royale
- En la serie de televisión de  FOX Fringe, este edificio se llama "Boston Federal Building".